# Éditions Guérin
Les Éditions Michel Guérin sont une maison d'édition française, basée à Chamonix et fondée en 1995 par Michel Guérin. Sa spécialité est la réédition de livres classiques d'alpinisme. 
Elle disparaît en tant qu'entreprise le 9 juillet 2015, la marque étant reprise par les éditions Paulsen. 

## Historique
Passionné de grimpe et de montagne, et avec un passé dans la publicité et le marketing, Michel Guérin décide de fonder à Chamonix sa propre maison d'éditions, les éditions Guérin. La première à lui faire confiance est Marianne Terray, femme de l'alpiniste français Lionel Terray. Elle autorise les éditions Guérin à rééditer le livre de son mari : Les conquérants de l'inutile. Le succès ne se fait pas attendre, et d'autres grands noms de l'alpinisme viennent s'ajouter à la collection. 
Avec environ quatre-vingt-cinq ouvrages publiés en douze ans, les éditions chamoniardes ont trouvé leur place.
Le 24 octobre 2007 Michel Guérin meurt d'une crise cardiaque, mais sa maison d'édition continue le travail commencé. En 2011, l'entrepreneur suédois Frederik Paulsen rachète la totalité des éditions Guérin.
Le 9 juillet 2015 les Éditions Guérin sont radiées du registre du commerce.
Le 5 août 2015 les éditions Paulsen déposent la marque « Éditions Guérin ».

## Publications
La principale caractéristique des livres publiés est leur couleur rouge. À l'origine les ouvrages sont plutôt autobiographiques, mais s'ouvrent ensuite à la fiction ou aux ouvrages de réflexion. Le champ s'élargit aussi avec la publication, en 2002, d'un ouvrage de Bernard Moitessier, navigateur français.
La maison d'édition publie aussi la revue du Groupe de Haute Montagne (GHM), des albums de photographies ainsi que des vidéos[réf. nécessaire].
À l'occasion des 25 ans du Salon international du livre de montagne de Passy, Guérin a publié un recueil contenant des textes de quarante-cinq auteurs différents, dont le thème est la montagne ; il s'intitule 25 ans, salon international du livre de montagne de Passy.

### Quelques ouvrages
- Carnets du vertige, Louis Lachenal, 1996  (ISBN 2-911755-01-4)
- Ma vie à la verticale, Lynn Hill, 2002  (ISBN 2-911755-58-8)
- Montagnes d'une vie, Walter Bonatti, 2001  (ISBN 2-911755-45-6)
- La montagne nue, Reinhold Messner, 2003  (ISBN 2-911755-69-3)